# Chromis iomelas
Chromis iomelas är en fiskart som beskrevs av Jordan och Seale, 1906. Chromis iomelas ingår i släktet Chromis och familjen Pomacentridae. Inga underarter finns listade i Catalogue of Life.